# Falkenberg Kertváros
Falkenberg kertváros (németül Gartenstadt Falkenberg), becenevén Tintásüvegtelep (Tuschkastensiedlung) Berlin délkeleti részén, Treptow-Köpenick kerület Bohnsdorf városrészében található lakónegyed.

## Tervezése
Bruno Taut 1912-ben azt a feladatot kapta Berlin akkori Takarék- és Építési Egyesület (a mai Berlini Építési- és Lakásszövetkezet 1892 eG), hogy a város délkeleti részén, a mai Treptow-Köpenick kerületben levő 75 hektárnyi területen a helyi adottságok (lankák) figyelembe vételével egy beépítési tervet dolgozzon ki. A falkenbergi kertváros teljes terve közel 7000 lakó számára mintegy 1500 lakás építését tartalmazta. Ezt az angol sorházak mintájára egymás mellett sorakozó kétszintes házakból álló lakónegyed formájában gondolta megvalósítani, amelyek a topográfiai emelkedés ritmusát tükrözik. Minden egyes házat más színűnek terveztek, kertkapcsolattal és a nyitott terek felé nézve.

## Kivitelezése
A tervekből az építkezés első ütemében az Akácos udvarban 34 lakás valósult meg, a második ütemben a Kertváros utcában pedig 93. Anyagi nehézségek és az első világháború  félbeszakították a tervek kivitelezését. A ma is álló épületek műemléki védelmet élveznek.
A fordulat után az egykori Német Demokratikus Köztársasághoz tartozó használaton kívüli sík területek visszakerültek eredeti tulajdonosukhoz, a  Berlini Építési- és Lakásszövetkezet 1892-höz. 1992-ben a berlini szenátus építészeti és lakásügyi bizottsága pályázatot írt ki a 40 hektáros parlag hasznosítására, amelyet a berlini Quick und Bäckmann építészközösség nyert el. Az ő koncepciójuk távol állt Taut eredeti elképzeléseitől, és egy korszerű kertvárosi formát alkottak.
2008 júliusában Falkenberg kertvárost Berlin öt másik modern lakótelepével együtt az UNESCO a világörökségek közé sorolta.

## Érdekességek

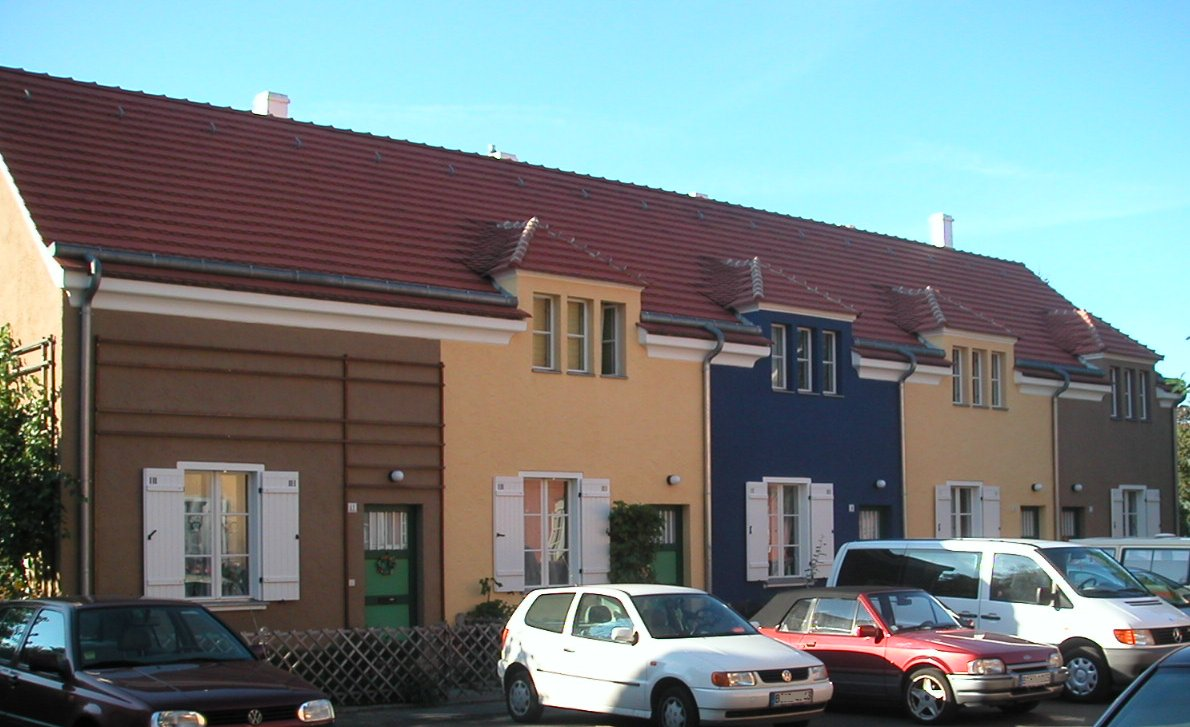
Egyedi ez a feltűnő tarkaság

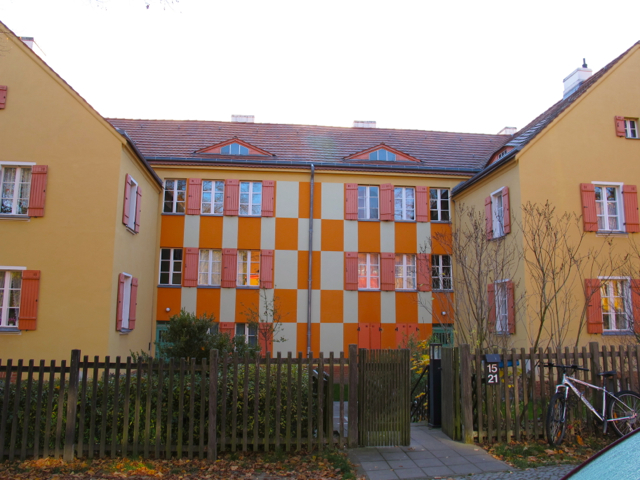
Egy tarka épület

Feltűnő az intenzív színezés, amelyről a lakónegyed a „Tintásüveg-lakótelep” elnevezést kapta. Ez a tarkaság ellentétben állt a korszak John Ruskin hatásának köszönhetően uralkodó alapelvével, miszerint csak az anyagok eredeti színei lehetnek az építészet „megengedett színei” . Persze minden, változatosságot hozó tarkaság az adott anyag költségeinek megnövekedésével állt összefüggésben. Ennek ellentmondva Bruno Taut az építőanyagokkal szemben önállósította a színeket, és ezzel egy olcsó és hatásos eszközt állított elő a lakásépítéshez, ami jelentős újítás volt.
Rendkívül figyelemreméltó az utcák és terek változatos alakítása. Míg a korszak más építkezésein emelt sok egyforma ház nagyon egyhangúnak hat, Taut eljátszott az utca és a tér tengelyét. Így például az Akácos udvarban a főépület nem középen, hanem az utcához képest jobbra áll. Az északnyugati részen épült társasházat egy teljes házteleknyivel hátrábbra helyezte. Ráadásul a két fogadóépület az általuk közrezárt házsorhoz képest egy vonalban áll. Így alakul ki egy „megnőtt” udvar benyomása.

## Fordítás
- Ez a szócikk részben vagy egészben  a   Gartenstadt Falkenberg című német Wikipédia-szócikk ezen változatának fordításán alapul.  Az eredeti cikk szerkesztőit annak laptörténete sorolja fel. Ez a jelzés csupán a megfogalmazás eredetét és a szerzői jogokat jelzi, nem szolgál a cikkben szereplő információk forrásmegjelöléseként.

## Külső hivatkozások
- Az 1920-as évek berlini lakótelepei (németül)
- „A grünaui »Tintásüveg-telep«”[halott link]
- A Tintásüvegtelep képgalériája